# Parajotus
Genre
Parajotus est un genre d'araignées aranéomorphes de la famille des Salticidae.

## Distribution
Les espèces de ce genre se rencontrent en Afrique subsaharienne.

## Liste des espèces
Selon World Spider Catalog (version 18.0, 30/04/2017) :
- Parajotus cinereus Wesołowska, 2004
- Parajotus obscurofemoratus Peckham & Peckham, 1903
- Parajotus refulgens Wesołowska, 2000

## Publication originale
- Peckham & Peckham, 1903 : New species of the family Attidae from South Africa, with notes on the distribution of the genera found in the Ethiopian region. Transactions of the Wisconsin Academy of Sciences, Arts, and Letters, vol. 14, p. 173-278 (texte intégral).